# Golasecca
Golasecca je italská obec v provincii Varese v oblasti Lombardie.
K 31. prosinci 2011 zde žilo 2 714 obyvatel.

## Sousední obce
Castelletto sopra Ticino (NO), Sesto Calende, Somma Lombardo, Vergiate